# 328-я истребительная авиационная дивизия
328-я истреби́тельная авиацио́нная диви́зия ПВО (328-я иад ПВО) — соединение Военно-Воздушных сил (ВВС) Вооружённых Сил РККА, принимавшее участие в боевых действиях Великой Отечественной войны, выполнявшее задачи ПВО.

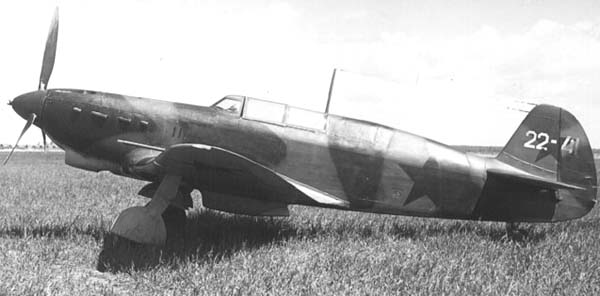
Самолёт Як-7б. Такими самолётами полк был вооружен 960-й иап.

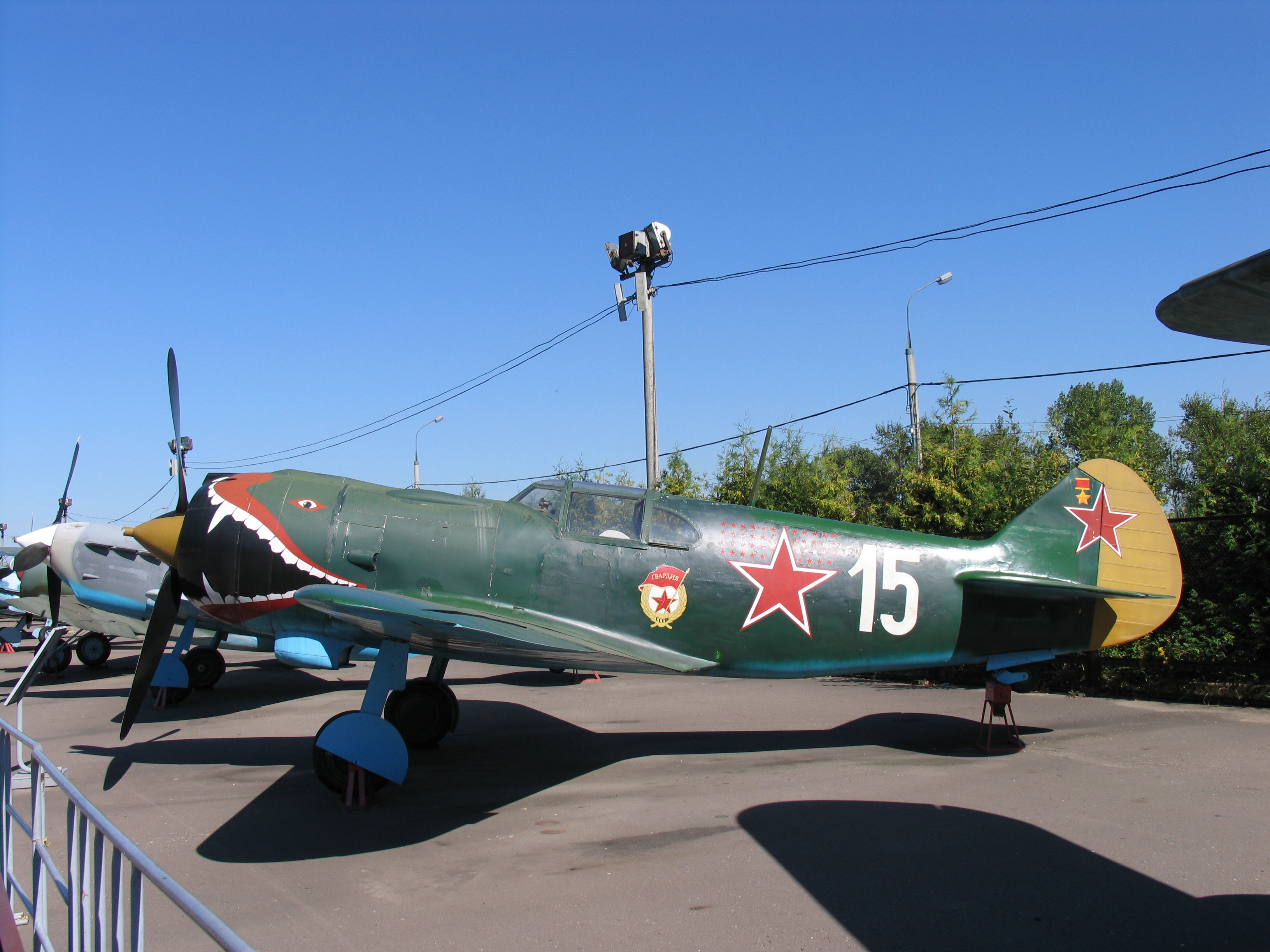
Самолёт Ла-5 Поклонной горе в Москве. Такими самолётами был оснащён 495-й иап.

## Наименования дивизии
- 328-я истребительная авиационная дивизия[1]
- 328-я истребительная авиационная дивизия ПВО[1];
- Войсковая часть (Полевая почта) 18343[1].

## История и боевой путь дивизии
328-я истребительная авиационная дивизия сформирована в ноябре 1943 года приданием истребительных авиационных полков в составе Смоленского района ПВО Западного фронта ПВО. Штаб дивизии базировался в Смоленске. В состав дивизии вошли:
- 495-й истребительный авиационный полк ПВО (передан 13 октября 1943 года из 125-й иад ПВО). Полк базировался на аэродромах Сухиничи (1-я аэ) и Понятовка (2-я аэ) и имел в своем составе 22 самолёта Ла-5, 1 Як-1 и 2 И-16 и летчиков — 31[2].
- 960-й истребительный авиационный полк ПВО (передан 3 декабря 1943 года из 125-й иад ПВО). Полк базировался на аэродроме Смоленск-Северный и имел в боевом составе 25 Як-7б, 3 Як-1 и 2 И-16 и летчиков — 26[2].

В соответствии с распоряжением командующего ВВС Западного фронта ПВО от 29 ноября 1943 года боевая задача дивизии состояла в прикрытии железнодорожных узлов Смоленск, Рославль и коммуникаций фронтов, действовавших на минском направлении.
Эта задача была особо важной при подготовке и проведении Белорусской стратегической наступательной операции. Особо лётчики дивизии отличились при отражении массированных налётов немецкой авиации на Смоленск 26 и 28 июня 1944 года, сорвав попытки вывести из строя стратегически важный Смоленский железнодорожный узел (только 28 июня было сбито 14 немецких самолётов). Всего с января по июнь 1944 года включительно полки дивизии сбили 37 самолётов противника.
Первую известную победу дивизии в воздушном бою в Отечественной войне одержали лётчики 960-го истребительного авиационного полка 7 февраля 1944 года: младший лейтенант Сушилин Н. В. на самолёте Як-7б в воздушном бою в районе юго-западнее г. Орша сбил немецкий бомбардировщик Ju-88
21 апреля 1944 года в связи с реорганизацией войск ПВО страны дивизия включена в 81-ю дивизию ПВО Северного фронта ПВО, который образован 29 марта 1944 года на базе Восточного и Западного фронтов ПВО. 7 июня 1944 года в состав дивизии вошел 959-й истребительный авиационный полк ПВО, переданный из 147-й истребительной авиационной дивизии ПВО. Полк базировался на аэродроме Смоленск-Северный и имел в боевом составе 20 Як-7б, 1 Як-9 и 10 Харрикейн, летчиков — 30.
С августа 1944 года дивизия выполняла боевую задачу по прикрытию железнодорожных узлов Смоленск, Рославль, Орша, Витебск, Могилёв, Кричев и не допустить пролёта вглубь территории страны. Базирование полков дивизии:
- 959-й истребительный авиационный полк ПВО — Смоленск-Северный, Як-7б — 18, Як-9 — 6, Харрикейн — 9, боеготовых летчиков — 30;
- 960-й истребительный авиационный полк ПВО — Балбасово (Орша), Як-7б — 14, Як-9 — 15, боеготовых летчиков — 32;
- 722-й истребительный авиационный полк ПВО — Витебск, Ла-5 — 26, боеготовых летчиков — 30.

В 1944 году дивизия готовилась к отражению самолётов-снарядов Фау-1 V-1 (A-2, Fi-103 «Физелер-103» (Fieseler Fi 103R Reichenberg), FZG 76) и их носителей силами 722-го, 959-го и 960-го истребительных авиаполков при взаимодействии с наземными средствами ПВО.
За 1944 год дивизия выполнила 481 боевой вылет с налетом 1631 час, проведено 72 воздушных боя, сбито 32 самолёта противника. Совипотери составили 3 летчика и 7 самолётов. В 1945 году боевая задача дивизии оставалась прежней..
В составе действующей армии дивизия находилась с 1 декабря 1943 года по 31 декабря 1944 года.

## Послевоенная история дивизии
328-я истребительная авиационная дивизия переформирована в марте 1960 года в 15-ю дивизию ПВО в составе Московского округа ПВО.

## Командир дивизии
| Звание                | Имя                           | Период                  | Примечание |
| --------------------- | ----------------------------- | ----------------------- | ---------- |
| Генерал-майор авиации | Гусев Александр Иванович      | 16.10.1943 — 09.08.1944 |            |
| Полковник             | Погребняк Григорий Фалалеевич | 10.08.1944 — 19.02.1947 |            |
| Полковник             | Баранов Павел Николаевич      | 20.02.1947 — 28.05.1949 |            |

## В составе объединений
| Дата          | Фронт (округ)             | Зона ПВО (дивизия ПВО, армия)           | Корпус ПВО                                 | Примечания |
| ------------- | ------------------------- | --------------------------------------- | ------------------------------------------ | ---------- |
| 13.10.1943 г. | Западный фронт ПВО        | Смоленский дивизионный район ПВО        |                                            | -          |
| 21.04.1944 г. | Северный фронт ПВО        | 81-я дивизия ПВО                        |                                            | -          |
| 09.08.1944 г. | Северный фронт ПВО        | 90-я дивизия ПВО                        |                                            | -          |
| 24.12.1944 г. | Западный фронт ПВО        | 90-я дивизия ПВО                        |                                            | -          |
| 01.04.1945 г. | Западный фронт ПВО        | 14-й корпус ПВО                         |                                            | -          |
| 10.06.1945 г. | Западный округ ПВО        | 20-я воздушная истребительная армия ПВО |                                            | -          |
| 08.07.1946 г. | Северо-Западный округ ПВО | 19-я воздушная истребительная армия ПВО |                                            | -          |
| 01.10.1946 г. | Центральный округ ПВО     | 19-я воздушная истребительная армия ПВО |                                            | -          |
| 01.10.1950 г. | Китай                     | Шанхайская группа войск ПВО             |                                            | -          |
| 01.10.1951 г. | Московский район ПВО      | 64-я воздушная истребительная армия ПВО | 37-й истребительный авиационный корпус ПВО | аэр. Елец  |
| 01.02.1952 г. | Московский район ПВО      | 52-я воздушная истребительная армия ПВО | 37-й истребительный авиационный корпус ПВО | аэр. Елец  |
| 20.08.1954 г. | Московский округ ПВО      | 52-я воздушная истребительная армия ПВО | 37-й истребительный авиационный корпус ПВО | аэр. Елец  |
| 01.01.1955 г. | Московский округ ПВО      | 52-я воздушная истребительная армия ПВО | 78-й истребительный авиационный корпус ПВО | аэр. Елец  |

## Части и отдельные подразделения дивизии
За весь период своего существования боевой состав дивизии претерпевал изменения, в различное время в её состав входили полки:
| Период                        | Части                                            | Примечание                                                                           |
| ----------------------------- | ------------------------------------------------ | ------------------------------------------------------------------------------------ |
| 13.10.1943 г. — 02.08.1944 г. | 495-й истребительный авиационный полк            | Передан в состав передан в состав 36-й иад ПВО 4-го корпуса ПВО Северного фронта ПВО |
| 03.12.1943 г. — 01.03.1946 г. | 960-й истребительный авиационный полк            | Расформирован                                                                        |
| 07.06.1944 г. — 01.03.1946 г. | 959-й истребительный авиационный полк            | Расформирован                                                                        |
| 20.07.1944 г. — 01.08.1944 г. | 441-й истребительный авиационный полк            |                                                                                      |
| 01.08.1944 г. — 01.10.1948 г. | 722-й истребительный авиационный полк            | Вошёл в состав 3-й гв. иад ПВО 32-го иак ПВО 19-й ВИА ПВО                            |
| 10.09.1945 г. — 01.01.1959 г. | 126-й истребительный авиационный полк            | Вошёл в состав Перешёл в подчинение 78-го иак ПВО 52-й ВИА ПВО                       |
| 10.09.1945 г. — 01.09.1948 г. | 441-й истребительный авиационный полк            | Вошёл в состав 3-й гв. иад ПВО                                                       |
| 01.02.1950 г. — 01.10.1952 г. | 57-й гвардейский истребительный авиационный полк | передан в состав 20-й иад ПВО                                                        |

## Базирование
| Период                  | Место базирования         |
| ----------------------- | ------------------------- |
| 1943 — 01.10.1948       | Смоленск                  |
| 1943 — 01.10.1950       | Елец, Воронежская область |
| 01.10.1950 — 01.10.1951 | Шанхай, Китай             |
| 01.10.1951 — 1960       | Елец, Воронежская область |